# Gilles II. de Trazegnies
Gilles II. de Trazegnies († 1204) war ein Herr von Trazegnies (heute Courcelles in Belgien) und Silly sowie erblicher Connétable der Grafen von Flandern. Er war der Sohn von Othon II. de Trazegnies († 1192).
Er nahm ab 1202 am Vierten Kreuzzug teil, löste sich aber mit anderen während der Belagerung von Zara vom Hauptheer, um direkt in die Levante weiterzuziehen. Dort unterstützten die Kreuzfahrer den Fürsten von Antiochia im Kampf gegen die Armenier, wobei Gilles getötet wurde.
Mit seiner Frau Aleide de Boulaere hatte Gilles folgende Kinder:
- Othon III. († um 1241), Herr von Trazegnies und Silly, Connétable von Flandern
- Gilles le Brun († nach 1272), Connétable von Frankreich